# Philesia
Philesia é um género botânico pertencente à família Philesiaceae.
1. ↑  «Philesia — World Flora Online». www.worldfloraonline.org. Consultado em 19 de agosto de 2020